# Grafheuvels van Toterfout-Halve Mijl
De grafheuvels van Toterfout-Halve Mijl zijn, naast één heuvel uit het neolithicum, een aantal prehistorische grafheuvels van de Hilversumcultuur uit de midden-bronstijd (1600-1000 v.Chr.) in de Noord-Brabantse gemeente Veldhoven.
Ze liggen in het gebied tussen de gehuchten Toterfout en Halfmijl, deels in de bossen. Aan de zijde van Toterfout (de oostzijde) bevindt zich een overzichtsplaquette met plattegrond.
De grafheuvels zijn genummerd en deels voorzien van plaquettes met tekeningen en beschrijvingen. De grafheuvels zijn deels omgeven door een ringsloot, een ringwal, of enkel- of meervoudige paalkransen.
Grafheuvel 4 wordt wel het Lambertsbergje genoemd en is de enig overgebleven grafheuvel die niet uit de bronstijd stamt maar uit het neolithicum.

## Historie
De grafheuvels zijn opgeworpen over bijzettingen (meestal crematieresten) die op de grond of in ondiepe kuilen waren gedeponeerd. De gecremeerde resten waren zowel van kinderen als van volwassen mannen en vrouwen.
In enkele heuvels bevinden zich secundaire begravingen, in grafheuvel 22 zelfs meerdere.
De oudste beschrijving is die van Petrus Panken uit 1845. Uit zijn beschrijving blijkt dat in die periode door belangstellenden gegraven werd in de grafheuvels; daarbij werd nogal wat schade aangericht.
In de jaren 1948-1951 werd archeologisch onderzoek gedaan in het gebied n.a.v. bedreiging door ontginning aan de westzijde van het gebied. 34 grafheuvels werden door het Biologisch Archeologisch Instituut van de Universiteit Groningen onder supervisie van prof. dr. Albert van Giffen systematisch onderzocht. De dagelijkse leiding had Willem Glasbergen, die in 1954 promoveerde op een proefschrift over de opgravingen bij Toterfout-Halfmijl.
In 1948 bevonden zich in het gebied 31 grafheuvels en een urnenveld. Van de grafheuvels was een deel monumentaal, en een deel was nauwelijks als zodanig herkenbaar. Ook was een aantal geheel verdwenen door bebossing en ontginning; een achttal daarvan werd toen teruggevonden.
De vorm van de grafheuvels en verwantschap van enkele urnen met Engels aardewerk van de Wessexcultuur (aangetroffen bij grafheuvel 1B) leidde tot de conclusie dat er contacten met Engeland hebben bestaan.
Zestien grafheuvels werden gerestaureerd. De overige werden geëffend, om plaats te maken voor cultuurgrond.
Uit onderzoek aan stuifmeel uit de heuvels bleek dat de oprichters van grafheuvels 2 en 4 landbouw bedreven, en dat rond de latere grafheuvels vee hielden.
In juni 1963 werden er bronzen panelen bijgeplaatst die uitleg geven over de inhoud en structuur van de grafheuvels.
In 1966 werden de grafheuvels op de lijst van Rijksmonumenten geplaatst.

## Foto's

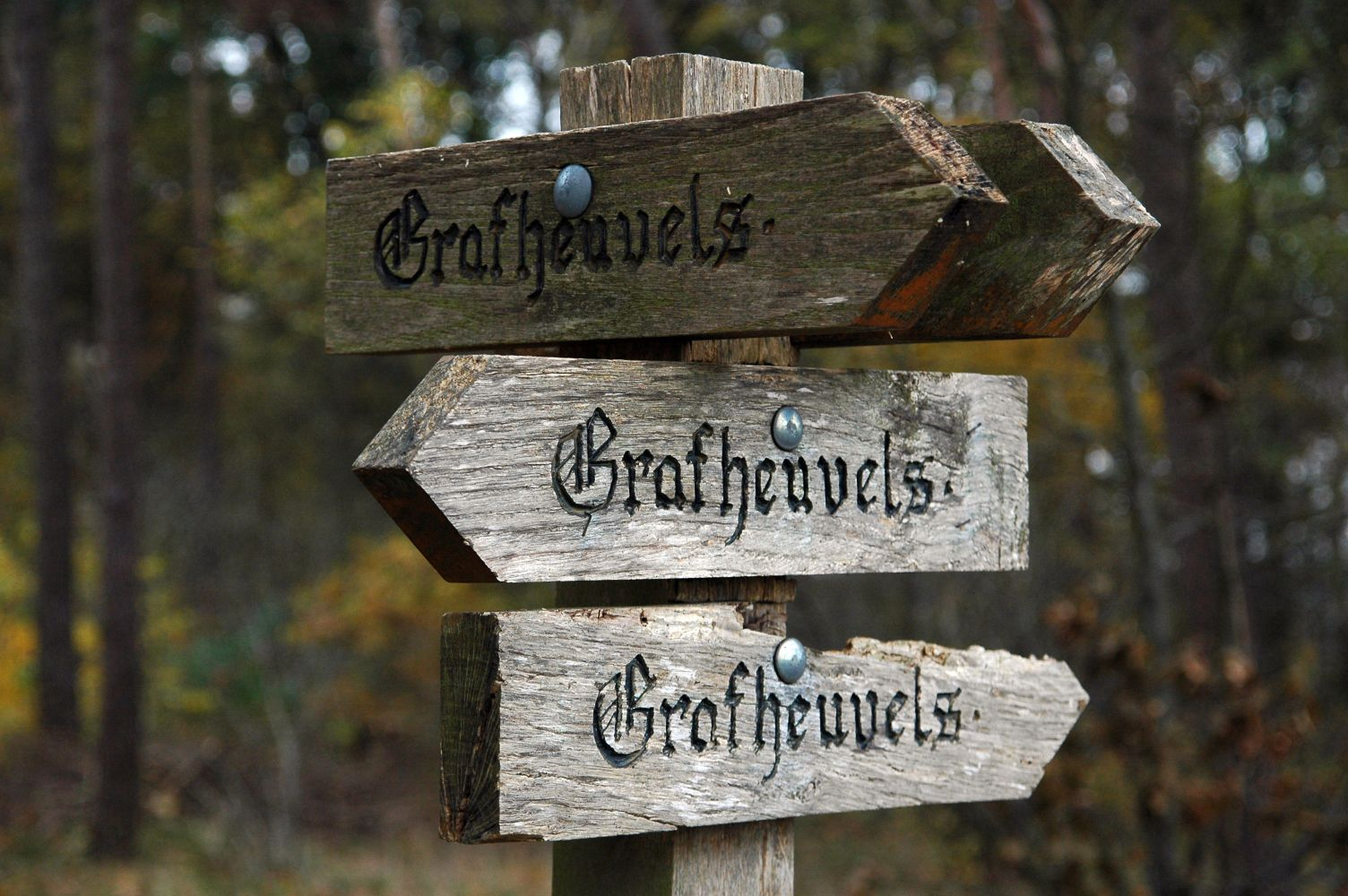
Richtingbordjes in het gebied
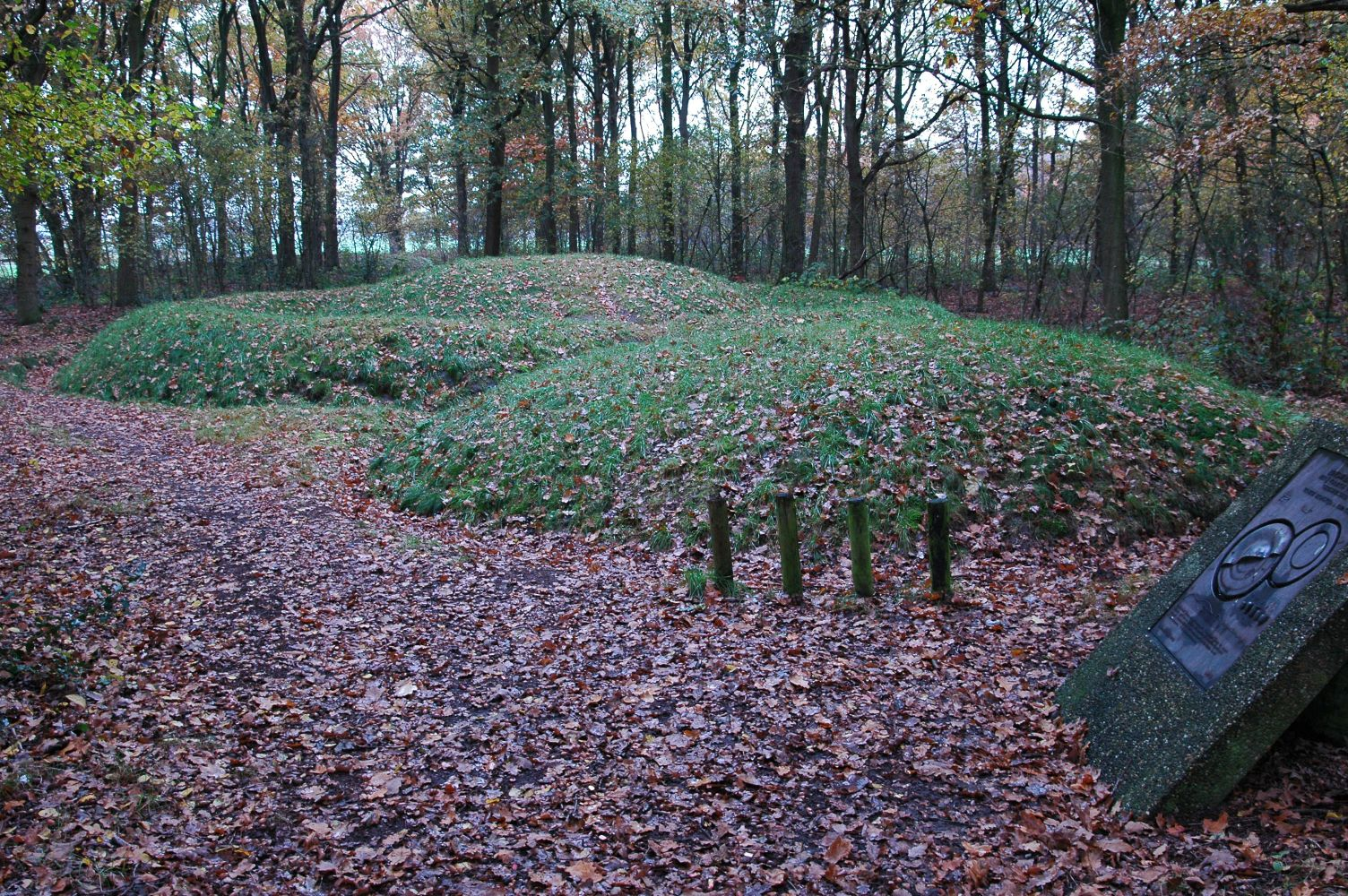
Grafheuvel 1B
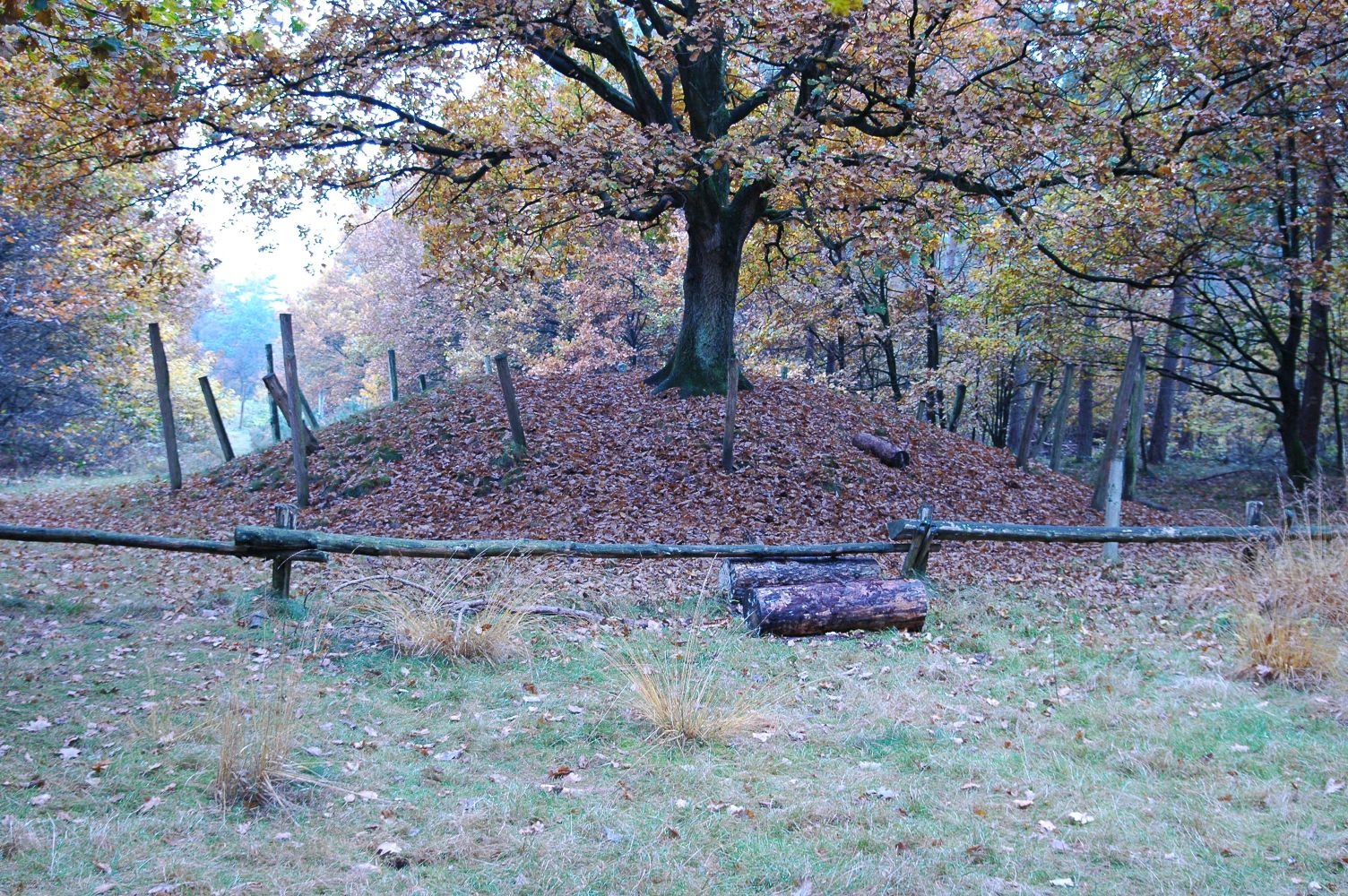
Grafheuvel 5
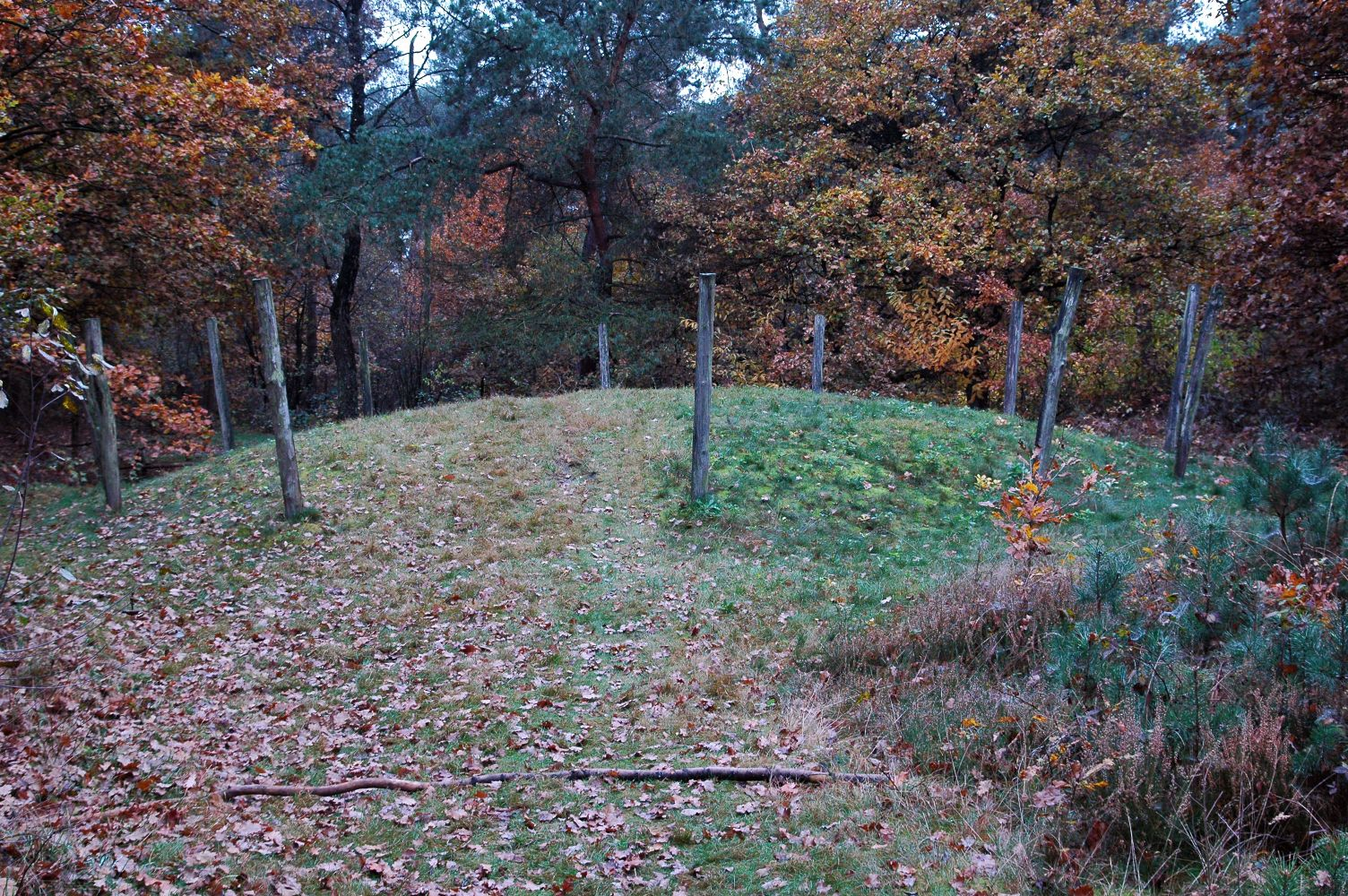
Grafheuvel 7
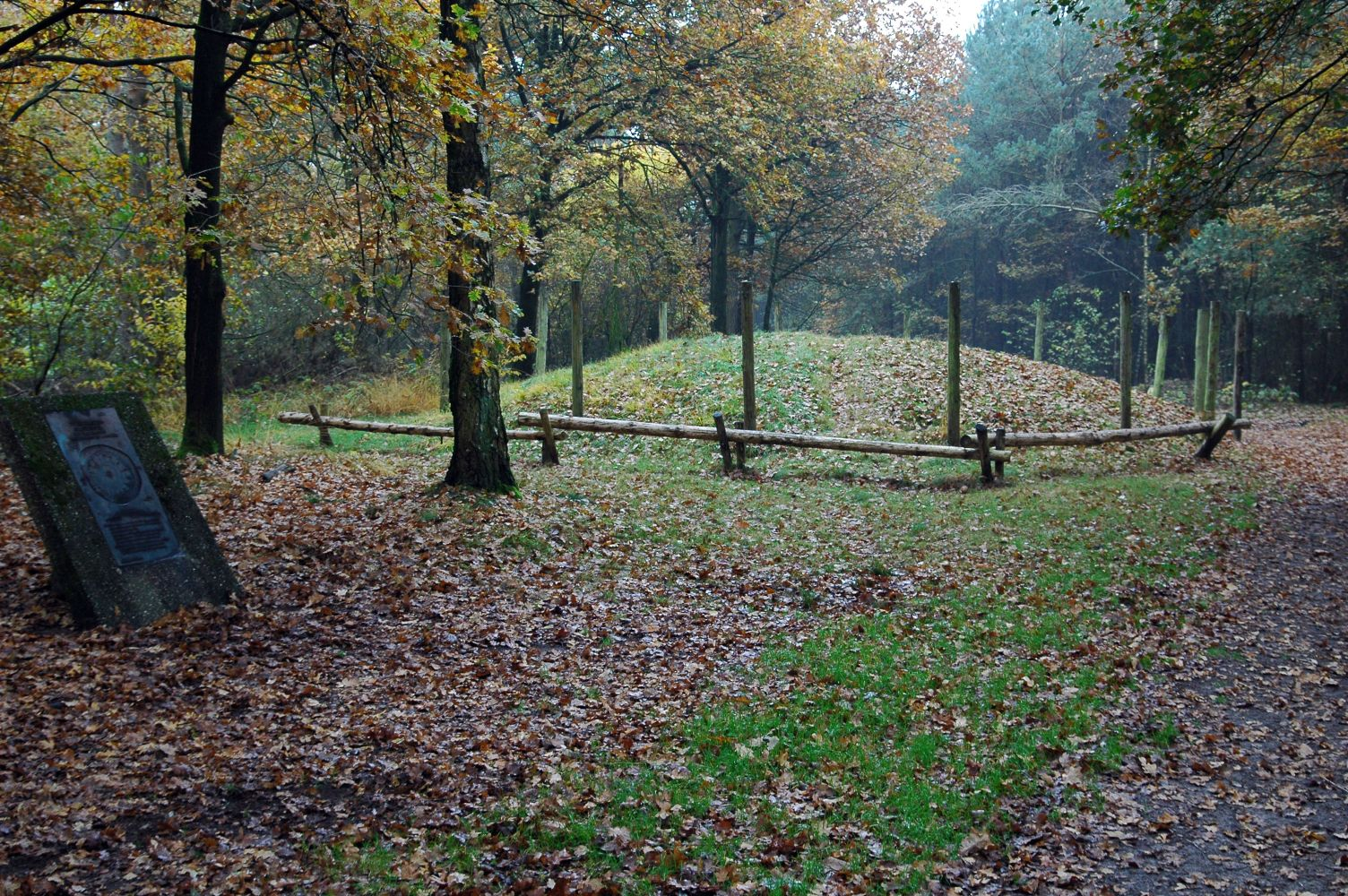
Grafheuvel 8
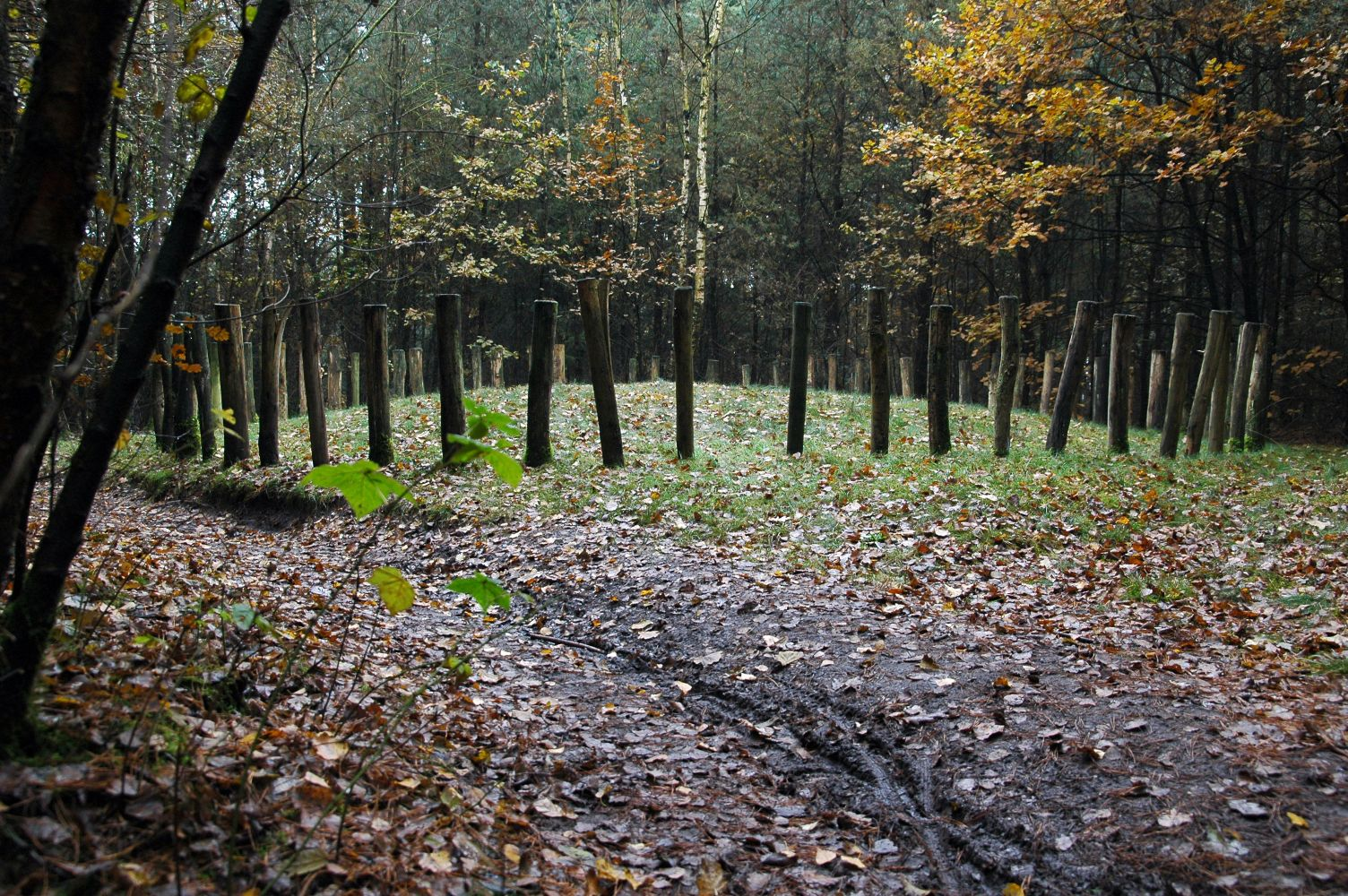
Grafheuvel 10
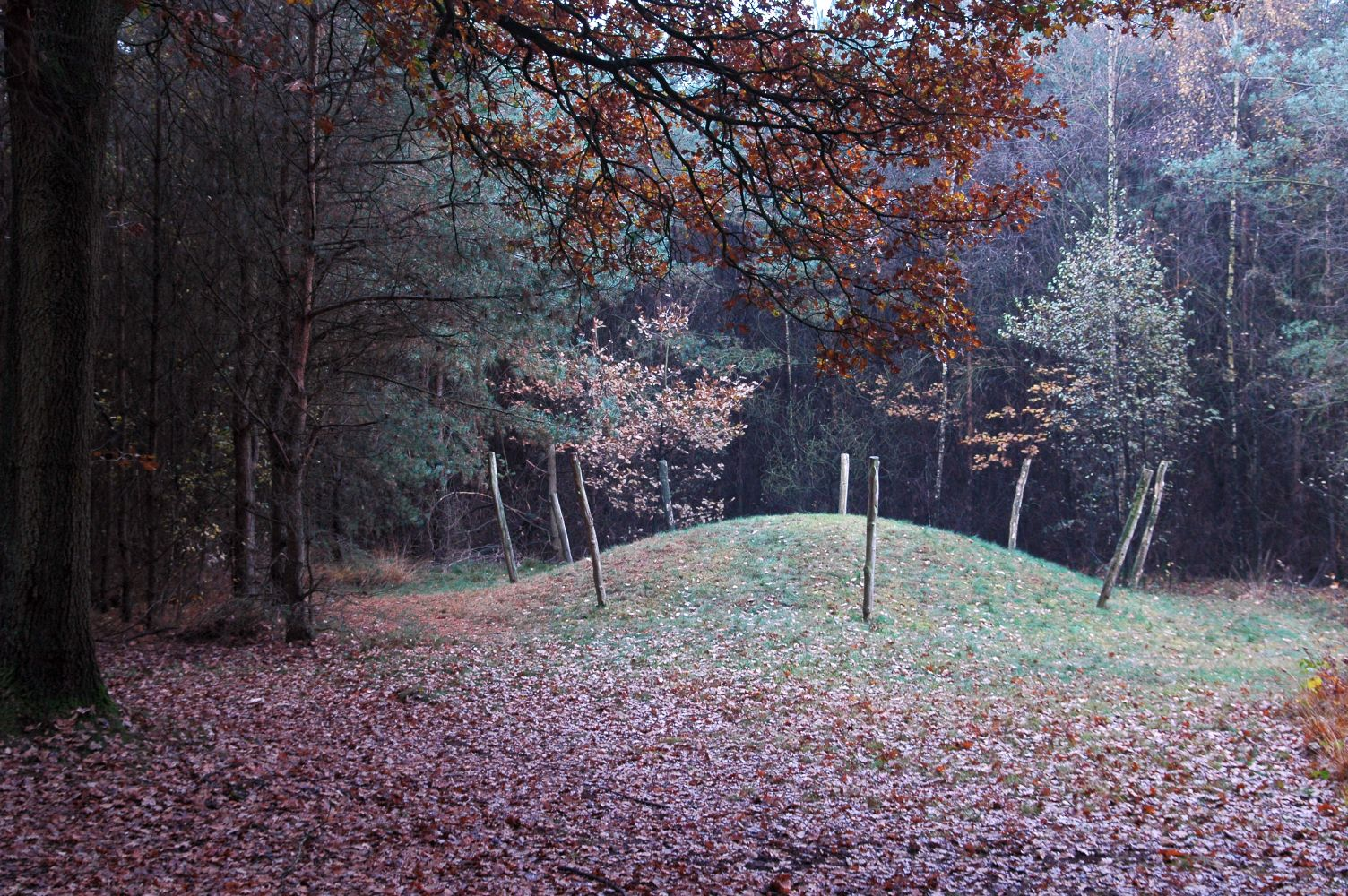
Grafheuvel 11
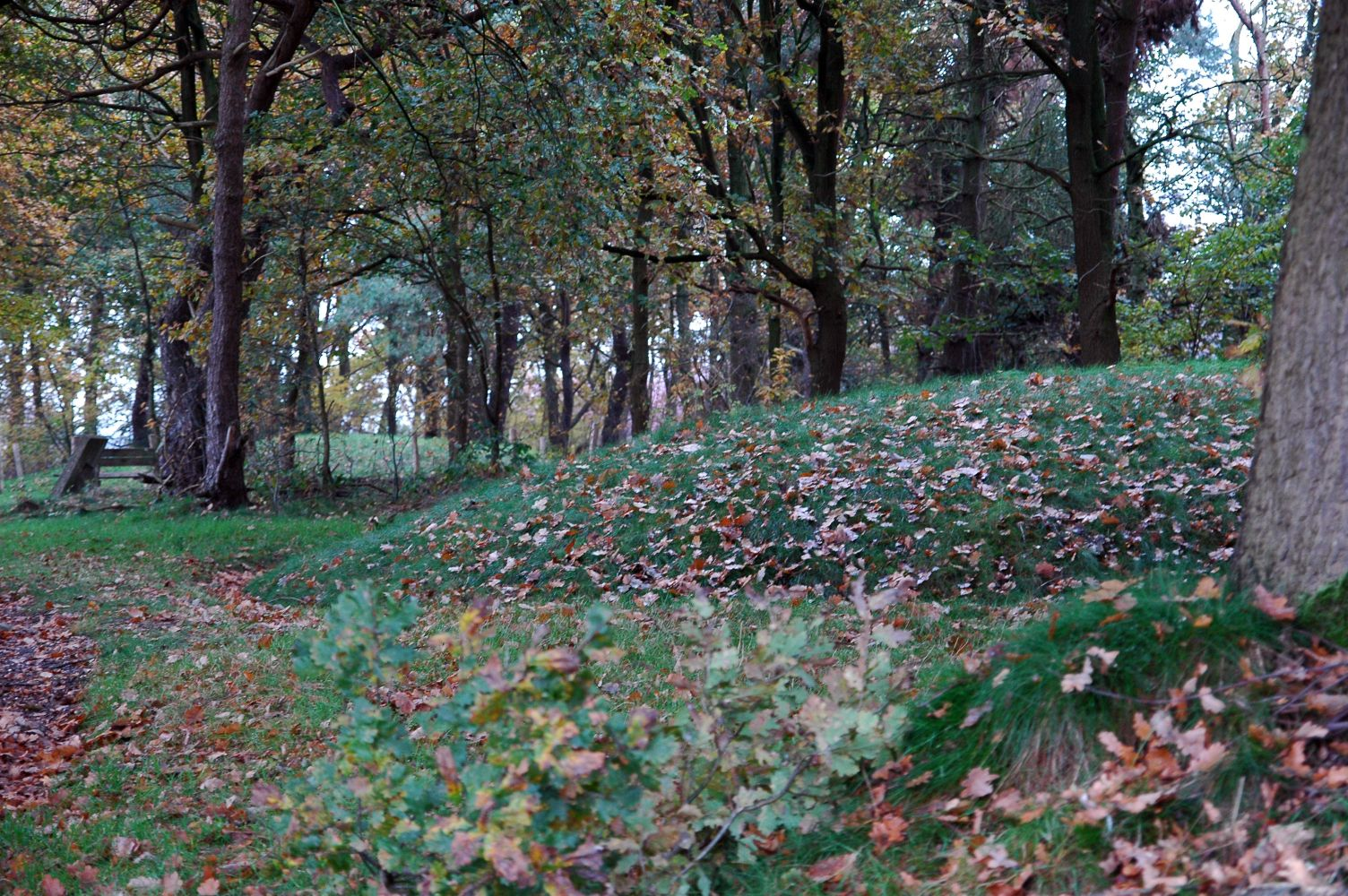
Grafheuvel 13
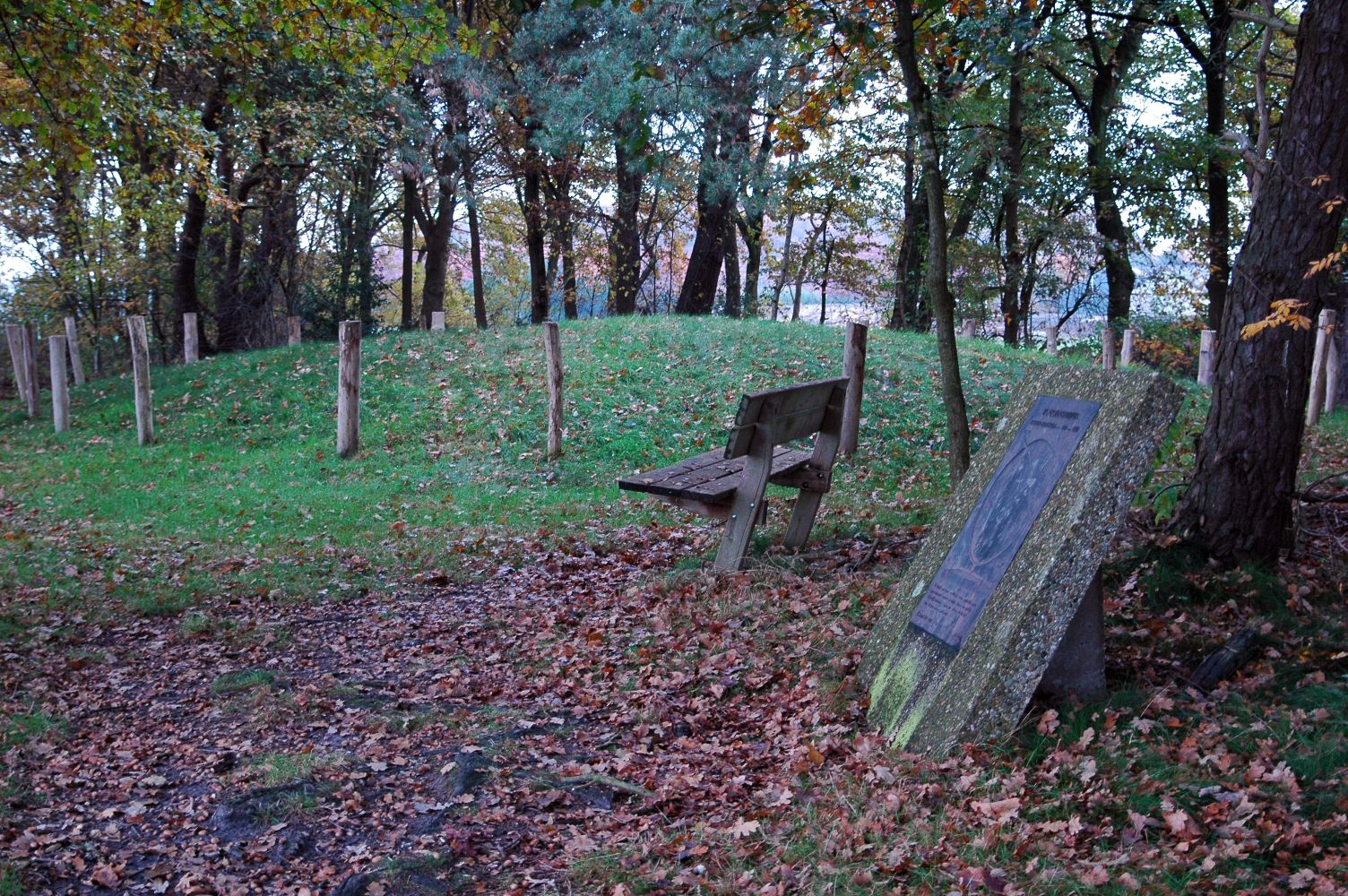
Grafheuvel 14
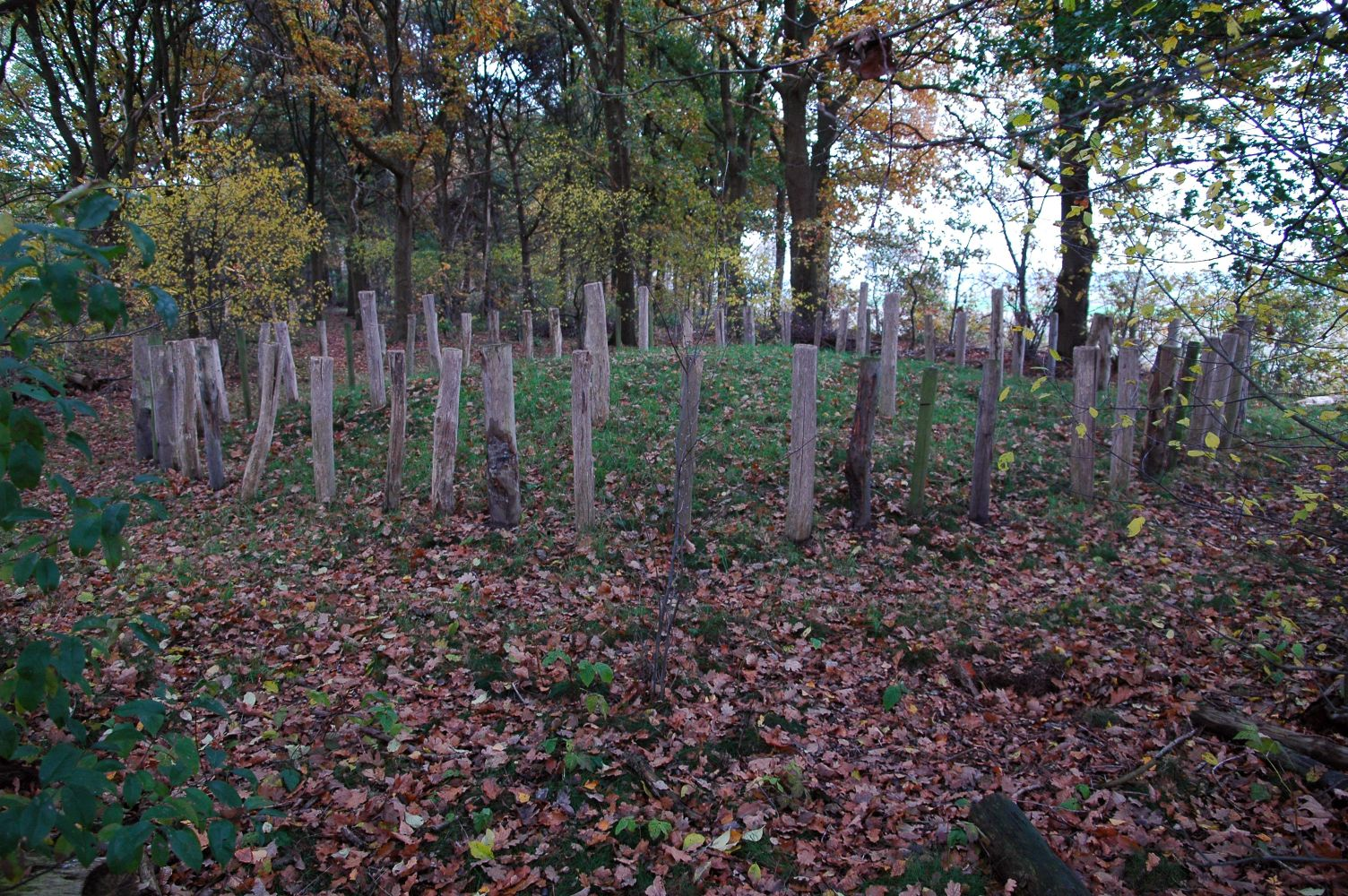
Grafheuvel 16

## Locaties van de grafheuvels
| \| Nummer \| Coördinaten \| \| -------------- \| ----------------------------- \| \| 1A, 1B, 3 \| 51° 25′ 4″ NB, 5° 20′ 34″ OL \| \| 4 \| 51° 25′ 16″ NB, 5° 20′ 13″ OL \| \| 5 \| 51° 25′ 5″ NB, 5° 20′ 2″ OL \| \| 6 \| 51° 25′ 4″ NB, 5° 19′ 58″ OL \| \| 7 \| 51° 25′ 4″ NB, 5° 19′ 55″ OL \| \| 8 \| 51° 25′ 3″ NB, 5° 19′ 55″ OL \| \| 9 \| 51° 25′ 8″ NB, 5° 19′ 49″ OL \| \| 10, 11 \| 51° 25′ 0″ NB, 5° 19′ 50″ OL \| \| 13, 14, 15, 16 \| 51° 24′ 55″ NB, 5° 19′ 37″ OL \| |                               |
| Nummer | Coördinaten                   |
| 1A, 1B, 3 | 51° 25′ 4″ NB, 5° 20′ 34″ OL  |
| 4 | 51° 25′ 16″ NB, 5° 20′ 13″ OL |
| 5 | 51° 25′ 5″ NB, 5° 20′ 2″ OL   |
| 6 | 51° 25′ 4″ NB, 5° 19′ 58″ OL  |
| 7 | 51° 25′ 4″ NB, 5° 19′ 55″ OL  |
| 8 | 51° 25′ 3″ NB, 5° 19′ 55″ OL  |
| 9 | 51° 25′ 8″ NB, 5° 19′ 49″ OL  |
| 10, 11 | 51° 25′ 0″ NB, 5° 19′ 50″ OL  |
| 13, 14, 15, 16 | 51° 24′ 55″ NB, 5° 19′ 37″ OL |